# 2303 Рецина
2303 Рецина (2303 Retsina) — астероїд головного поясу, відкритий 24 березня 1979 року.
Тіссеранів параметр щодо Юпітера — 3,163.
Названо на честь відомого стародавнього грецького вина Рецина